# Dompierre-du-Chemin
Pour les articles homonymes, voir Dompierre.
Dompierre-du-Chemin est une ancienne commune française située dans le département d'Ille-et-Vilaine en région Bretagne. Le 1er janvier 2019, elle a fusionné avec Luitré pour former la commune de Luitré-Dompierre.
Elle est peuplée de 540 habitants.

## Géographie

### Situation géographique
Dompierre-du-Chemin est située à :
- 11 km de Fougères ;
- 5 km de Parcé ;
- 3 km de Luitré ;
- 6 km de Châtillon-en-Vendelais ;
- 18 km de Vitré ;
- 57 km de Rennes (par Fougères/A84) ;
- 314 km de Paris (par Laval/A11) ;
- 67 km du Mont-Saint-Michel (par Fougères/A84).

### Réseaux
Dompierre-du-Chemin est traversée par la voie ferrée qui relie Vitré à Fougères. Ligne ferroviaire qui n'existe plus.
Un point de suivi de la qualité des eaux de la Cantache est présent sur la commune.

## Toponymie

### Attestations anciennes[3],[4]
Dompetrum (XIIe siècle)
Ecclesia de Donno Petro (1166, 1180)
de Donno Petro de Limite (1516)
de Dono Petri (1625)

### Étymologie
Dompierre est un hagiotoponyme caché.

Dom ou Don viennent du latin dominus qui était employé, à l'époque carolingienne, pour désigner un saint (avant que ne se généralise l'usage de Sanctus) : Dompierre signifie donc Saint-Pierre.
Dompierre est situé à la frontière entre la Bretagne et le Maine, plus anciennement entre les tribus gauloises des Riedones et des Diablintes, ce qui justifie le "de limite" de 1516. De même, un peu plus au sud, dans le département de la Mayenne, on trouve, avec le même sens, Saint-Saturnin-du-Limet et Saint-Martin-du-Limet.
Le "Chemin" désigne le passage de la voie antique qui allait d'Avranches à Angers.

## Histoire
Un prieuré, Saint-Blaise de Pont-Rémy, dépendant de l'abbaye Saint-Jouin de Marnes en Poitou, puis de l'abbaye Saint-Melaine de Rennes se trouvait à proximité du bourg. Par exemple, Louis Odespung, sieur de la Meschinière, recteur de Moulins et de Retiers, en fut prieur ; il était aussi prieur de Saint-Tutuarn entre 1623 et 1637. Il se démit de ce bénéfice ecclésiastique avant sa mort survenue en 1655.
La population de la commune soutient la chouannerie lors de la Révolution française. Le 25 juillet 1799, une troupe de Chouans est battue par les républicains au combat de Dompierre-du-Chemin. Le chouan Jean-Baptiste Le Dauphin dit Le Vengeur y est tué.
Le 1er janvier 2019, la commune fusionne avec Luitré pour former la commune nouvelle de Luitré-Dompierre.

## Politique et administration
| Période                                  | Période       | Identité            | Étiquette | Qualité                                                                                                 |
| ---------------------------------------- | ------------- | ------------------- | --------- | --- |
| ?                                        | ?             | René de La Guérande |           | |
| 1919                                     | 1940          | Étienne Le Poullen  | FR        | Député de la circonscription de Fougères (1933 → 1942) Conseiller général de Fougères-Sud (1924 → 1940) |
| Les données manquantes sont à compléter. |               |                     |           | |
| 1945                                     | mars 1977     | Constant Cheux      |           | |
| mars 1977                                | mars 1983     | Jean Fouquet        |           | Exploitant agricole                                                                                     |
| mars 1983                                | mars 1989     | Albert Quinette     |           | Directeur de l'Office public d'HLM de Fougères                                                          |
| mars 1989                                | mars 2001     | Jean-Pierre Vallée  |           | Agriculteur                                                                                             |
| mars 2001                                | décembre 2018 | Joël Maupilé,       | DVD       | Retraité de l'enseignement                                                                              |
| Les données manquantes sont à compléter. |               |                     |           | |

## Démographie
En 2021, la commune comptait 540 habitants. Depuis 2004, les enquêtes de recensement dans les communes de moins de 10 000 habitants ont lieu tous les cinq ans (en 2008, 2013, 2018, etc. pour Dompierre-du-Chemin) et les chiffres de population municipale légale des autres années sont des estimations.
| 1793 | 1800 | 1806 | 1821 | 1831 | 1836 | 1841 | 1846 | 1851 |
| ---- | ---- | ---- | ---- | ---- | ---- | ---- | ---- | ---- |
| 461  | 509  | 500  | 490  | 525  | 535  | 555  | 533  | 569  |

| 1856 | 1861 | 1866 | 1872 | 1876 | 1881 | 1886 | 1891 | 1896 |
| ---- | ---- | ---- | ---- | ---- | ---- | ---- | ---- | ---- |
| 580  | 671  | 664  | 616  | 630  | 629  | 623  | 538  | 520  |

| 1901 | 1906 | 1911 | 1921 | 1926 | 1931 | 1936 | 1946 | 1954 |
| ---- | ---- | ---- | ---- | ---- | ---- | ---- | ---- | ---- |
| 514  | 507  | 531  | 462  | 467  | 481  | 469  | 477  | 446  |

| 1962 | 1968 | 1975 | 1982 | 1990 | 1999 | 2008 | 2013 | 2018 |
| ---- | ---- | ---- | ---- | ---- | ---- | ---- | ---- | ---- |
| 472  | 443  | 430  | 491  | 468  | 470  | 550  | 583  | 544  |

| 2019 | - | - | - | - | - | - | - | - |
| ---- | - | - | - | - | - | - | - | - |
| 543  | - | - | - | - | - | - | - | - |

## Lieux et monuments

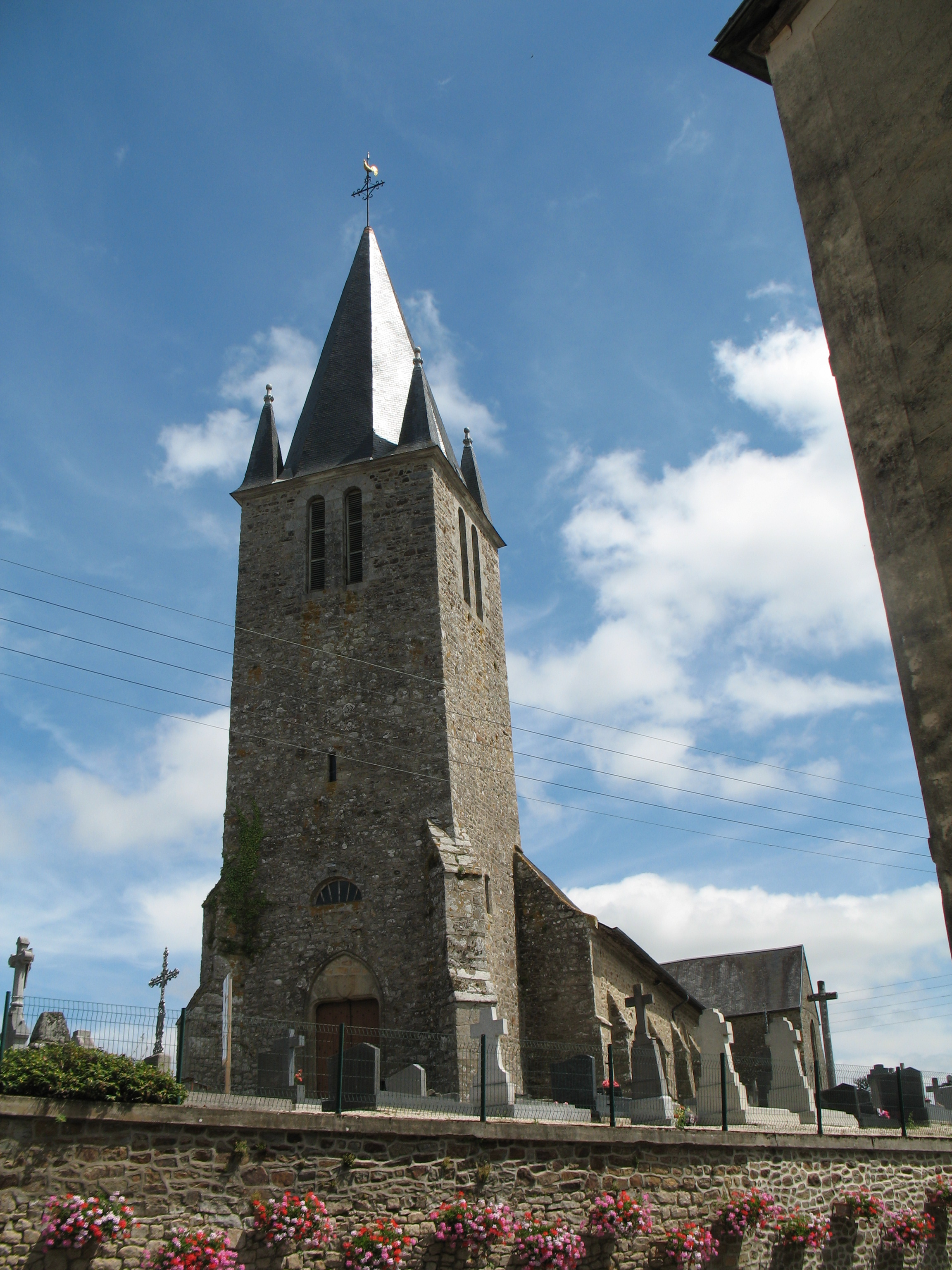
L’église Saint-Pierre.
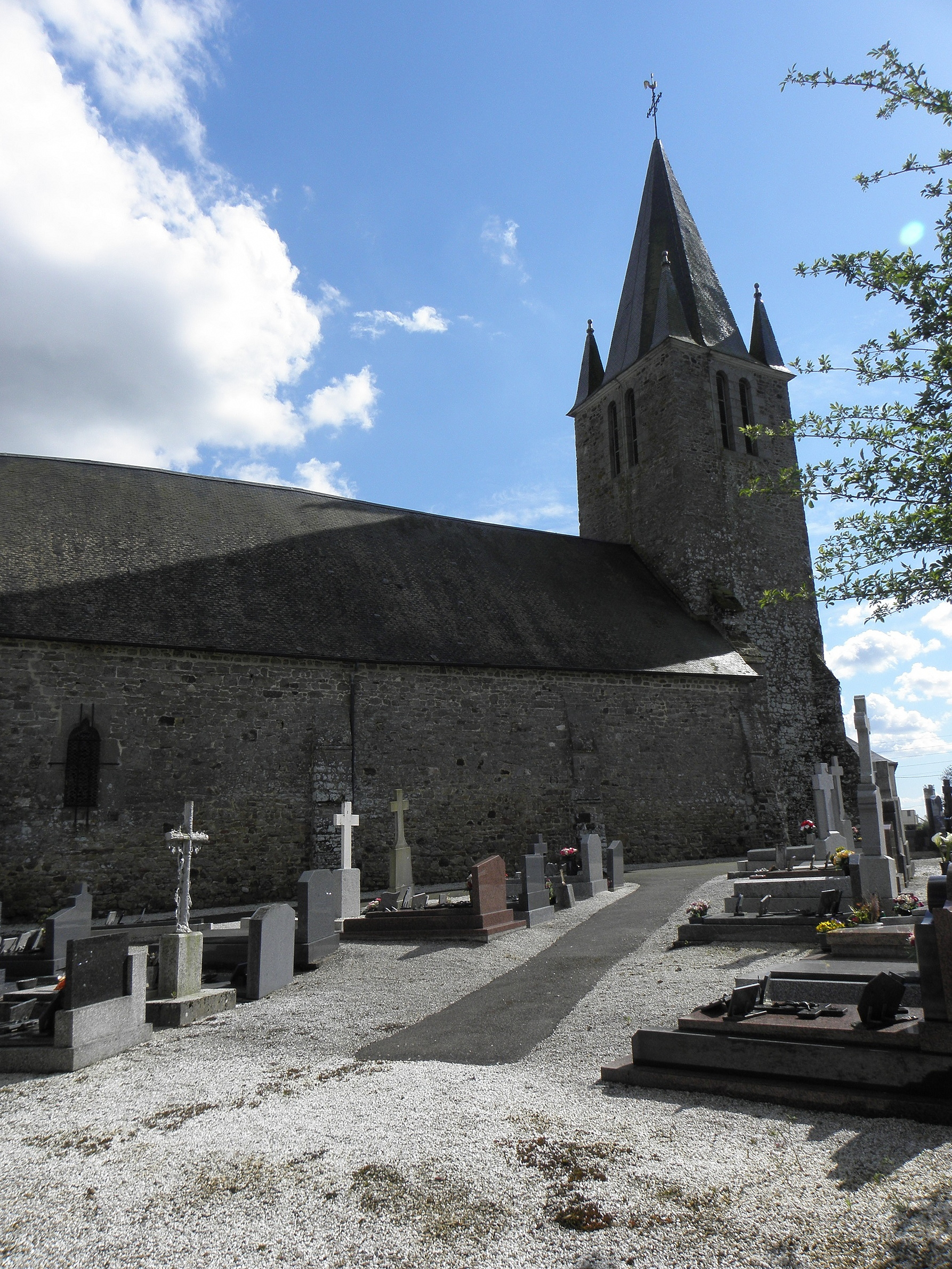
L’église Saint-Pierre, vue du nord.
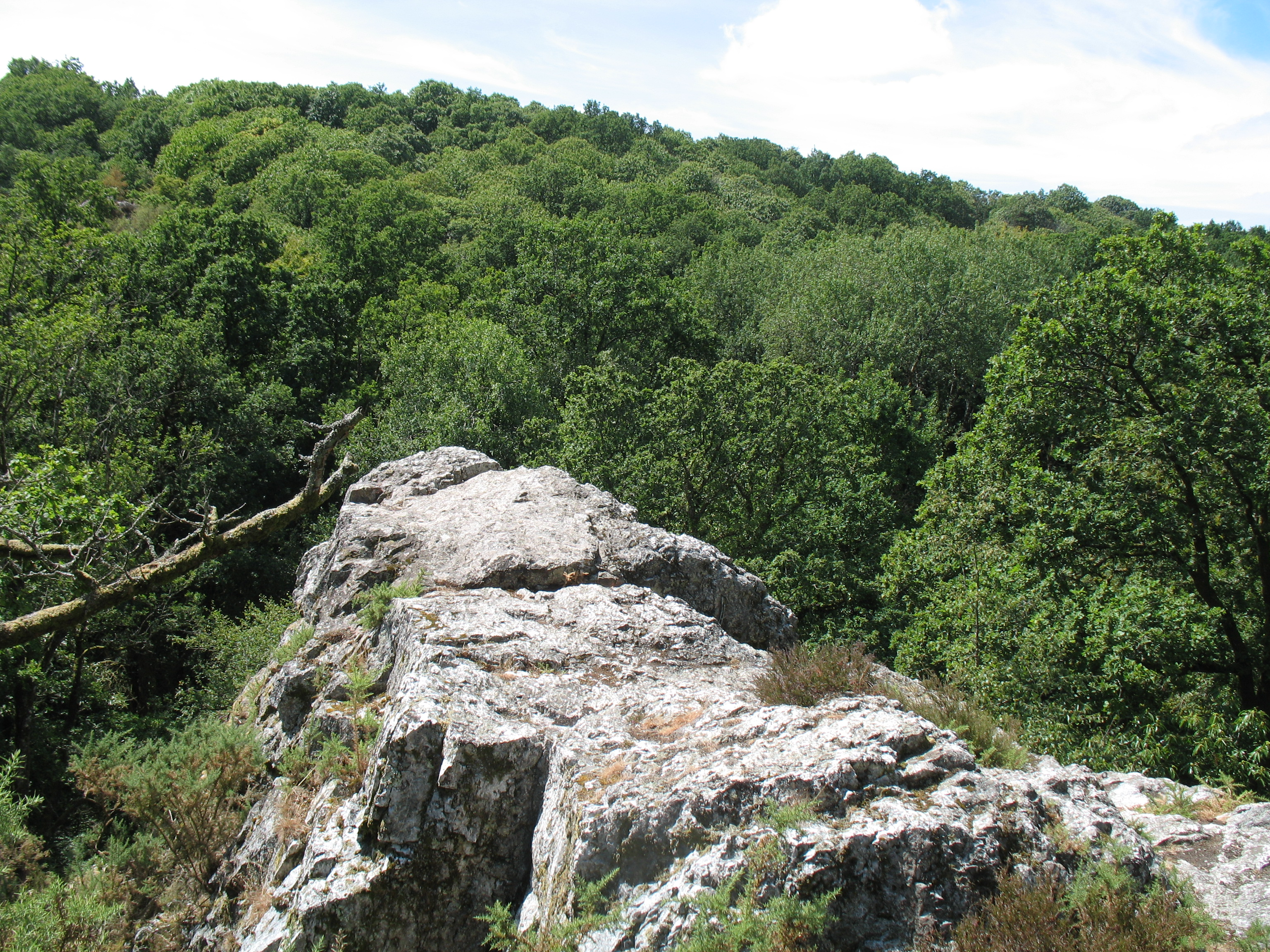
Le site de Saut Roland.

- L’église Saint-Pierre comporte des parties édifiées au XIIe siècle (contreforts et chevet) et au XIVe siècle. Elle a été remaniée au XVIIe siècle[16]. Charpentée en forme de carène renversée à sept pans, l'église présente un arc triomphal, aux armes des seigneurs de Bois-le-Houx, qui sépare la nef du chœur. La nef, remaniée au XVIIIe siècle, s'enrichit à cette époque d'un maître-autel, œuvre de Jean et Michel Langlois, et de deux retables latéraux réalisés en 1699 par leur neveu François Langlois. Le maître-autel, dominé par la statue de saint Pierre, placée dans une niche à coquille, arbore les armoiries peintes du chapitre de Rennes.
- Le site de Saut Roland, à 2 km à l’est du bourg, est un espace naturel départemental caractérisé par d’abruptes falaises de quartz dominant le ruisseau de Saint-Blaise. Selon la légende, il tire son nom de Roland, le neveu de Charlemagne, qui a effectivement été préfet des Marches de Bretagne. Il aurait trouvé la mort après avoir tenté de sauter à cheval entre les deux falaises en invoquant l'amour de sa dame ; alors que ses deux premières tentatives au nom de Dieu puis de la Vierge avaient réussi[17]. C’est un site d’escalade répertorié par la Fédération française de la montagne et de l'escalade[18].

## Activité et manifestations

### Dompierre de France
Dompierre fait partie de l'Association des Dompierre-de-France regroupant 23 communes françaises dont le nom comporte Dompierre. Chaque année, une commune différente accueille la fête. Dompierre-du-Chemin a déjà accueilli ses cousins Dompierrois et Dompierrais en 2000. En 2013, la fête nationale a eu lieu le 1er week-end de juillet à Dompierre-les-Ormes en Saône-et-Loire.